# Mieczysław Giergielewicz
Mieczysław Feliks Giergielewicz herbu Topór (ur. 20 listopada 1901 w Łęczycy, zm. 13 maja 1983 w New Haven) – podporucznik rezerwy piechoty Wojska Polskiego, pisarz, historyk i teoretyk literatury.

## Życiorys
Syn Juliana, urzędnika pocztowego oraz Zenobii Bielskiej. Uczęszczał do szkoły powszechnej w Miechowie, a następnie do gimnazjów kolejno w Łodzi, Warszawie i Bobrujsku. Podczas I wojny światowej przebywał w Bobrujsku. W 1919 roku zdał maturę w Gimnazjum Rady Głównej Opiekuńczej w Warszawie. W 1920 roku zgłosił się do służby w Wojsku Polskim.
W latach 1919–1923 studiował historię i polonistykę na Uniwersytecie Warszawskim, na tej samej uczelni doktoryzował się na podstawie rozprawy Maurycy Gosławski żołnierz – poeta. W latach 1923–1931 pracował jako nauczyciel gimnazjalny w Milanówku, Skierniewicach, Żyrardowie i Warszawie. W 1930 roku debiutował na łamach czasopisma „Ruch Literacki”, z pismem współpracował do 1937 roku. Poza tym pisał także do „Pamiętnika Literackiego” oraz „Polonisty”.
W latach 1932–1938 był wizytatorem szkół w okręgu warszawskim. Od 1934 roku pełnił także funkcję przewodniczącego Komisji Oceny Książek w Ministerstwie Wyznań Religijnych i Oświecenia Publicznego.
W 1934 był oficerem rezerwy 1 Pułku Piechoty Legionów w Wilnie. Podporucznik ze starszeństwem z 1 stycznia 1932 w korpusie oficerów piechoty. W 1938 przeszedł w stan spoczynku i objął stanowisko dyrektora literackiego wydawnictwa Gebethner i Wolf.
Od II wojny światowej przebywał poza krajem, służył w 4 Pułku Piechoty Wojska Polskiego we Francji, a następnie w Samodzielnej Brygadzie Spadochronowej na stanowisku adiutanta dowódcy, oficera oświatowego oraz kierownika Kursów dla Oficerów Oświatowych. Od 1944 roku pracował w Ministerstwie Oświaty rządu RP na uchodźstwie, organizując m.in. Wyższe Kursy Nauczycielskie oraz kursy dla tłumaczy i nauczycieli języka angielskiego. W 1945 roku objął funkcję naczelnika Wydziału Ogólnego w Ministerstwie Wyznań Religijnych i Oświecenia Publicznego rządu na uchodźstwie. W latach 1946–1947 pracował w Interim Treasury Committee for Polish Questions, gdzie pełnił funkcję zastępcy kierownika działu oświaty.
Działał m.in. w Komitecie Redakcyjnym „Nauki Polskiej na Obczyźnie”, który ukonstytuował się 4 maja 1949 pod przewodnictwem prof. Tadeusza Grodyńskiego, w ramach założonego przez elitę naukowców polskich Polskiego Towarzystwa Naukowego na Obczyźnie. W 1955 roku uzyskał habilitację na Polskim Uniwersytecie na Obczyźnie, na tej samej uczelni w 1969 roku uzyskał tytuł profesora zwyczajnego. W 1957 roku wyjechał do Stanów Zjednoczonych. W latach 1959–1970 był profesorem Uniwersytetu Pensylwanii i Polskiego Uniwersytetu na Obczyźnie w Londynie. W 1970 roku przeszedł na emeryturę. Podpisał list pisarzy polskich na Obczyźnie, solidaryzujących się z sygnatariuszami protestu przeciwko zmianom w Konstytucji Polskiej Rzeczypospolitej Ludowej (List 59).
Był wydawcą literatury romantycznej, opracowywał dzieła Juliusza Słowackiego i Adama Mickiewicza.
Autor szkicu „Drogi Mickiewicza”, monografii „Kierunki i prądy pozytywistów” oraz „Teorii literatury polskiej” wydanej w Londynie. Członek Polskiego Towarzystwa Naukowego na Obczyźnie.

## Ordery i odznaczenia
- Złoty Krzyż Zasługi – 10 listopada 1938 „za zasługi na polu pracy społecznej”[5]